# Hilfe (Pferdesport)
Als Hilfen bezeichnet man beim Reiten die Einwirkungen des Reiters auf sein Pferd. Man unterscheidet dabei zwischen Gewichts-, Schenkel- und Zügelhilfen. Hierbei sind die Hilfen nicht als einzelne Kommandos zu verstehen, sondern als Einwirkungen, die im Zusammenspiel die Haltung und den Bewegungsablauf des Pferdes beeinflussen. Voraussetzung für eine korrekte Hilfengebung ist der unabhängige und losgelassene Sitz. Unabhängig bedeutet, dass der Reiter die Bewegung des Pferdes ausgleichen kann, dass beispielsweise die Hand ruhig stehen bleibt, unabhängig von der Bewegungsphase, in der sich das Pferd gerade befindet, und dass der Reiterkopf über seiner Wirbelsäule ausbalanciert ist und keine Ausweichbewegungen macht. Losgelassen bedeutet, dass der Reiter geschmeidig in der Bewegung mitgeht. Je besser Reiter und Pferd ausgebildet sind, desto feiner und unauffälliger sind die Hilfen. Wenn eine Zügel- oder Schenkelhilfe wirkt, dann gibt der Reiter nach. Von der Wirkung her unterscheidet man hauptsächlich die treibenden („vortreibenden“) und die „verhaltenen“ Hilfen, die man allerdings noch weiter differenzieren kann.
Von den Hilfen unterscheidet man die Hilfsmittel: Stimme, Gerte und Sporen können zur Unterstützung der Schenkelhilfen eingesetzt werden. Bei der Bodenarbeit kommen meist lange Gerten oder kurze Peitschen als Hilfsmittel zum Einsatz. Zum Longieren und beim Fahren werden Peitschen als Hilfsmittel verwendet.

## Gewichtshilfen
Die Gewichtshilfe ist eine treibende Hilfe und kann einerseits einseitig oder beidseitig belastend und andererseits entlastend eingesetzt werden.
In der Ausgangsposition spürt der Reiter beide Becken- und den Schambeinknochen gleich stark. Die Gewichtshilfen werden durch Abkippen des Beckens nach vorne, hinten, links oder rechts und durch das Anspannen der Rücken- und/oder Bauchmuskeln gegeben. Zusammen mit den anderen Reithilfen wirken die Gewichtshilfen richtungsändernd oder tempoändernd. Bei einem gut eingespielten Paar genügt es, wenn der Reiter oder die Reiterin in die Richtung der beabsichtigten Gewichtsverlagerung blickt, um die gewünschte Reaktion des Pferdes zu erzielen.
Beim Westernreiten und in der klassischen Reitweise reagiert das Pferd auf Gewichtshilfen, indem es unter das Gewicht des Reiters tritt. Man stelle sich vor, es würde jemand auf unseren Schultern sitzen und sich stark zur Seite lehnen. Damit wir nicht umfallen, müssen wir in die Richtung gehen, in die sich die Person „lehnt“. Nichts anderes tut auch das Westernpferd – es versucht sein Gleichgewicht wieder zu finden.
Bei der englischen Reitweise kann das Gewicht bzw. das Kreuzanspannen auch als Hilfe zum Weichen verstanden werden. Das heißt, das Pferd weicht in die entgegengesetzte Richtung aus, in die der Reiter mit seinem Kreuz einwirkt, wodurch auch eine Mehrbelastung des stärker belasteten Hinterbeins erreicht werden soll. Die seitliche Gewichtsverlagerung erfolgt durch Vorschieben des inneren Sitzbeinknochens bzw. Zurücknehmen des äußeren Oberschenkels, was auch ein weiteres Vortreten des entsprechenden Hinterfußes erleichtert.
Ein Unterschied in der Hilfengebung beim Westernreiten und bei der klassisch-englischen Reitweise besteht zwischen dem Rückwärtsrichten bzw. „Reins-back“ und dem „Back-up“: Der Westernreiter kippt sein Becken nach hinten und sitzt also ausschließlich auf seinen Beckenknochen, macht somit auch die Schulter frei, damit diese inklusive Hals angehoben werden kann und weil er möchte, dass das Pferd unter das Gewicht des Reiters tritt, also rückwärts geht.
In der klassischen englischen Reitweise macht der Reiter den Rücken frei. Er sitzt also vermehrt auf dem Schambeinknochen als auf den Beckenknochen – quasi minimal nach vorne gebeugt.

## Schenkelhilfen
Die Schenkelhilfe gehört zu den treibenden Hilfen und kann entweder vorwärts bzw. vorwärts-seitwärts treibend eingesetzt werden oder verwahrend.
Als Schenkelhilfe wird beim Reiten die Einflussnahme des Reiters über seinen Unterschenkel auf das Pferd bezeichnet. Dabei wirkt diese je nach Lage des Reiterbeins (vor, am oder hinter dem Sattelgurt) auf das gleichseitige Vorder- oder Hinterbein des Pferdes. Die Reaktionen des Pferdes auf den Schenkel sind bedingt durch Reflexe und antrainiertes Verhalten. Je nach Aktivität des Schenkels unterscheidet man also zwischen vorwärts treibenden, vorwärts-seitwärts treibenden und verwahrenden Schenkelhilfen, wobei verwahrend hier keinesfalls passiv heißt – ein weit verbreiteter Irrtum –, sondern die Lage des Schenkels und die mit dem Einsatz beabsichtigte Wirkung, nämlich die Begrenzung der seitlichen Bewegung der Hinterhand, bezeichnet. „Der verwahrende Schenkel ist immer für die Vorwärtsbewegung mitverantwortlich.“
Der treibende (vorwärts treibende) Schenkel liegt direkt hinter dem Sattelgurt, aktiviert die Hinterhandtätigkeit, der seitwärtstreibende (vorwärts-seitwärts treibende) Schenkel liegt etwa eine Handbreit hinter dem Gurt. In beiden Fällen geschieht das Treiben dadurch, dass mit dem Schenkel ein wechselseitiger Druck auf den Pferdekörper ausgeübt wird. Wie stark eingewirkt werden muss, unterscheidet sich dabei nicht nur je nach gewünschtem Ergebnis, sondern hängt auch wesentlich von der Sensibilität bzw. dem Ausbildungsgrad des Pferdes ab. Je besser das Pferd ausgebildet ist/je sensibler das Pferd ist, mit umso weniger Hilfen sollte es nach und nach lernen auszukommen – dies gilt reitweisenübergreifend, um ein Pferd nicht gegenüber den Hilfen „abzustumpfen“. Im Westernreiten wird dies so minimiert, dass der Reiter nur noch impulsartig seine Hilfen geben muss – wenn er eine Änderung im Tempo oder Richtung wünscht. Da eine Reaktion des zu treibenden Pferdebeines nicht möglich ist, wenn es gerade Gewicht aufgenommen hat, hat diese Hilfe nur Sinn, wenn sich das betreffende Bein gerade vom Boden löst oder bereits gelöst hat.
Der verwahrende Schenkel des Reiters liegt etwa eine Hand breit hinter dem Gurt an und hat die Aufgabe, in der Wendung als äußerer Schenkel ein zu weites nach außen Treten von der gebogenen Linie des äußeren Hinterfußes zu verhindern. Dieses Herausstellen wird auch als Ausfallen der Hinterhand oder als über-die-Schulter-Weglaufen bezeichnet.
Wichtig ist bei der Schenkelhilfe nicht die eingesetzte Kraft, sondern der richtige Zeitpunkt und die richtige Lage des Beines. Beide – Zeitpunkt und Lage – können leicht variieren und müssen vom Reiter auf das jeweilige Pferd optimal abgestimmt werden, was sowohl Erfahrung als auch Feinfühligkeit erfordert. Ein zu früher oder später oder an der falschen Stelle ausgeführter Schenkeldruck kann den geforderten Reflex nicht auslösen. Zu starkes, beständiges Treiben des Schenkels kann das Pferd abstumpfen und eine sensible Arbeit unmöglich machen.

## Zügelhilfen
Zügelhilfen können nachgeben, annehmen, durchhalten, verwahren und seitwärts weisen.
Zügelhilfen wirken auf das Pferdemaul oder den Pferdekopf und dürfen nie alleine gegeben werden, sondern immer „nur in Verbindung mit den Gewichts- und Schenkelhilfen“. Nur bei einem durchlässigen Pferd kann die Zügelhilfe „über Maul, Genick, Hals und Rücken bis auf die Hinterhand wirken“.
Der Zügel kann stellen und begrenzen. Stellen: die innere Zügelhand wird im Gegensatz zur äußeren leicht angehoben, damit das Pferd nicht nach innen über die Schulter in den Zirkel „fallen“ kann, und stellt das Pferd auf die Bewegungslinie (z. B. Zirkellinie) ein. Begrenzend: Damit das Pferd nicht zu sehr gebogen ist – also zu stark nach innen „schaut“ und evtl. auch noch über die äußere Schulter ausbrechen kann und dadurch in die entgegengesetzte Richtung läuft, wirkt der äußere Zügel begrenzend. Man treibt das Pferd mit dem inneren Schenkel an den äußeren Zügel.
Es wird normalerweise nie am Zügel gezogen, ganz gleich in welcher Reitweise – es wird lediglich, sofern die Anlehnung gegeben ist, durch leichtes Fingerspiel ein Impuls gegeben, bis die gewünschte Reaktion des Pferdes erfolgt ist, dann wird der Zügel als „Lob“ leicht nachgegeben, wozu oft schon ein leichtes Öffnen der Finger ausreichend ist.
Beim einhändigen Westernreiten – dem Neck-reining – gilt jedoch eine andere Regel. „Neck“ kommt aus dem Englischen und bedeutet „Hals/Nacken“ und „rein“ bzw. „reining“ „Zügel/zügeln“. Das Pferd reagiert hier weichend auf den am Hals angelegten Zügel. Da Neckreining einen hohen Ausbildungsstand von Pferd und Reiter voraussetzt, hat das Pferd bereits gelernt, sich auch nur mit einer Zügelhand und den korrekten anderen Hilfen in die gewünschte Richtung zu „biegen“ und dem Zügeldruck zu weichen.
Beim dressurmäßigen Fahren nach Achenbach stehen die Pferde immer am Gebiss. Wendungen werden durch Nachgeben mit der äußeren Leine eingeleitet. Anfahren und der Wechsel in eine höhere Gangart werden durch ein Annehmen beider Leinen (halbe Parade) angekündigt und durch Nachgeben mit beiden Leinen ausgelöst. Hier wirken die Leinenhilfen treibend.

## Paraden
Durch das Zusammenspiel der Hilfen können halbe und ganze Paraden gegeben werden.

## Einsatz der Hilfsmittel
Durch Touchieren mit einer Reitgerte oder einer Peitsche wird im Sinne eines Aufmerksammachens Einfluss auf das Pferd genommen. Je nach Verwendungszweck kommen dabei Dressurgerten, Springgerten, Touchierpeitschen oder Longierpeitschen zum Einsatz.
„Die Stimme ist in erster Linie ein Hilfsmittel, um das Vertrauen des Pferdes zu erhöhen.“ Sie soll einerseits beruhigend wirken und hat andererseits wie das Touchieren Aufforderungscharakter. Mithilfe der Stimme werden dem Pferd vom Boden sowie vom Pferderücken aus Kommandos gegeben.
Bedeutung haben diese Hilfsmittel beim Longieren eines Pferdes sowie im sonstigen täglichen Training; in der Dressurprüfung sind sie nicht zulässig. Jungpferde, die bereits bei der Bodenarbeit von ihrem Trainer gelernt haben, was „Steh/Halt/Whoa“ oder „zurück/Back up“  bedeutet, haben es unter dem Sattel am Anfang leichter, die nun neu dazugekommenen Schenkel-, Gewichts- und Zügelhilfen einzuordnen und auszuführen. Weitere Stimmhilfen werden im Artikel über Fuhrkommandos erklärt.
Sporen sollen vor allem „feinere Schenkelhilfen […] ermöglichen“ und ggf. „die Wirksamkeit [der Schenkelhilfen] erhöhen“. In der Dressurprüfung ist ihr Einsatz nicht vorgeschrieben. Im Training sollte man sich immer wieder des Schenkelgehorsams vergewissern, indem man auch schwierigere Lektionen ohne Sporen reitet.

## Anreiten
Das Anreiten wird mit einer halben Parade zum Aufmerksam machen eingeleitet. Anschließend wird das Kreuz angespannt, ein beidseitiger Schenkeldruck ausgeübt und eine nachgebende Zügelhilfe gegeben, damit das Pferd antreten kann.
Bei jungen Pferden kann zusätzlich noch gleichzeitig mit der Gewichtshilfe eine Stimmhilfe gegeben werden, solange sie die korrekte Hilfengebung noch nicht verstehen. Nach mehrfacher Wiederholung lernt dann das junge Pferd auf die reiterlichen Hilfen zu achten und benötigt die Stimmhilfe nicht mehr.